# Cratere Jodi
Jodi  è un cratere sulla superficie di Venere.